# 알 마드리걸

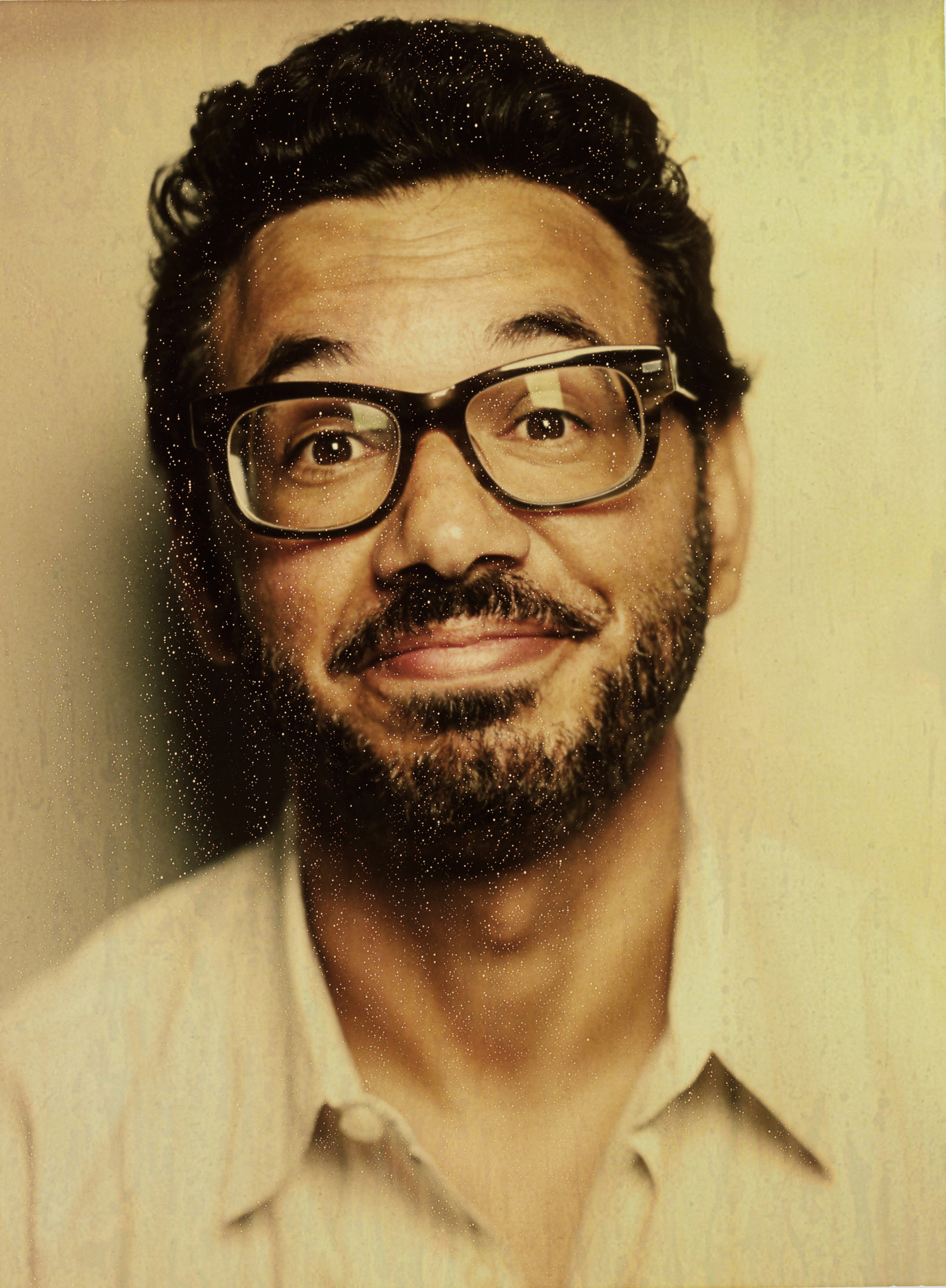

알 마드리걸(Al Madrigal, 1971년 7월 4일 ~ )은 미국의 배우, 텔레비전 배우이다.
샌프란시스코에서 태어났다.

## 방송
- 아임 다잉 업 히어 시즌2
- 아임 다잉 업 히어
- 어바웃 어 보이 2
- 어바웃 어 보이 1
- 프리 에이전트